# Jan Němec
Jan Němec (ur. 12 lipca 1936 w Pradze, zm. 18 marca 2016 tamże) – czeski reżyser i scenarzysta filmowy. Jeden z czołowych twórców tzw. nowej fali w kinie czechosłowackim lat 60. XX wieku.

## Życiorys
Debiutował w 1964 filmem Diamenty nocy, zrealizowanym na podstawie opowiadania Arnošta Lustiga. Był to dramat opowiadający o dwóch żydowskich chłopcach, którzy podczas II wojny światowej uciekają z transportu jadącego do nazistowskiego obozu śmierci. Rok później wraz z Jiřím Menzelem, Věrą Chytilovą, Jaromilem Jirešem i Evaldem Schormem zrealizował składający się z 5 nowel film Perełki na dnie (1965). Obraz ten przedstawia pięć różnych historii będących adaptacjami nowel Bohumila Hrabala. Film stał się rodzajem manifestu nowego kina czeskiego. W 1966 nakręcił film O uroczystości i gościach będący swoistą satyrą na totalitarne rządy. Po realizacji filmu dokumentalnego Oratorium dla Pragi (1968) o inwazji wojsk Układu Warszawskiego na Czechosłowację w 1968 władze komunistyczne zabroniły mu realizowania filmów.
W latach 1974–1989 przebywał na emigracji, głównie w Niemczech i w Stanach Zjednoczonych. Do kraju powrócił na stałe w grudniu 1989 roku. Od 1999 roku był wykładowcą na Wydziale Filmowym i Telewizyjnym Akademii Sztuk Scenicznych w Pradze.
W 2002 roku odznaczony Medalem Za Zasługi. W roku 2005 otrzymał honorową nagrodę Czeskiego Lwa za całokształt działalności filmowej.

## Życie prywatne
Był czterokrotnie żonaty i trzykrotnie rozwiedziony. W maju 2003, w wieku 67 lat, po raz pierwszy został ojcem.